# Hvaler
Hvaler là một đô thị gồm một nhóm đảo ở tây nam hạt Østfold, Na Uy. Trung tâm hành chính của đô thị này là làng Skjærhalden, trên đảo Kirkeøy. Hvaler đã được lập thành một đô thị ngày 1 tháng 1 năm 1838 (xem formannskapsdistrikt).
Về phía nam của Skjærhalden là một dãy các đảo không có người ở. Các đảo lớn theo chiều kim đồng hồ là Nordre Sandøy, Søndre Sandøy, Hærføl, Søndre Lauer, và Nordre Lauer.

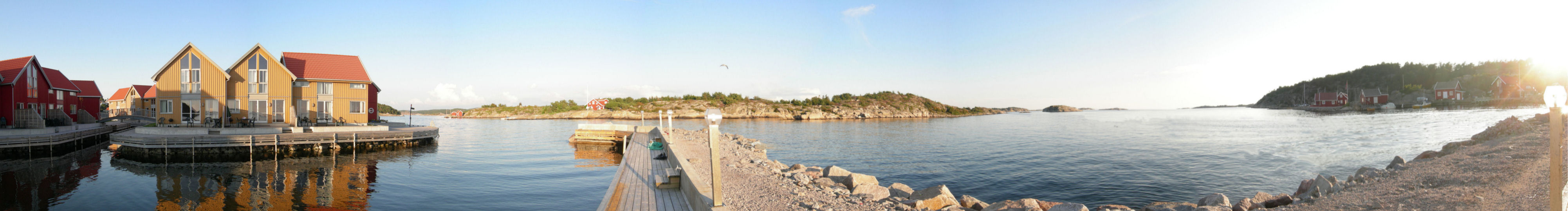
Toàn cảnh bến cảng Skjærhalden